# Friedrich Rantz

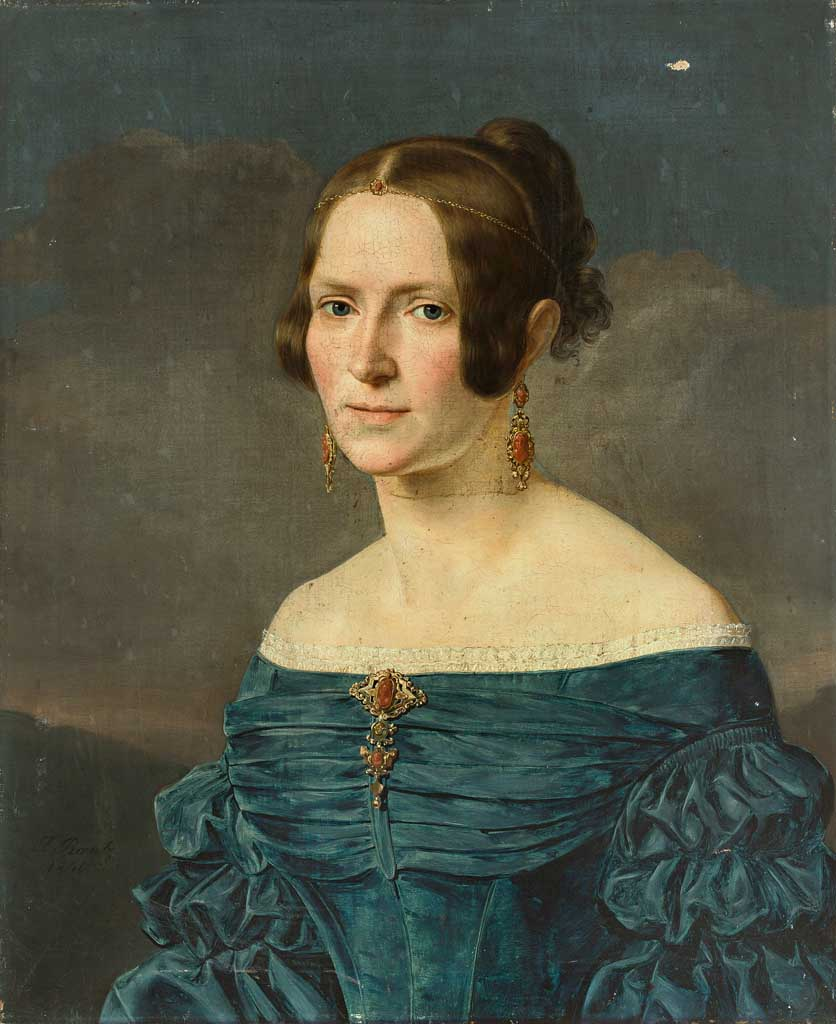
Damenporträt

Friedrich Rantz (* 13. Januar 1811 in Köln; † 2. Januar 1847 ebenda) war ein Kölner Porträtmaler.
Geboren als Sohn eines Anstreichermeisters, studierte Rantz von 1835 bis 1837 in Düsseldorf und seit dem 11. Mai 1838 an der Königlichen Akademie der Künste in München. Nach dem Studium war er in Köln als Porträtmaler tätig. Seine wichtigsten Werke entstanden in den 1840er Jahren. Rantz starb in Köln 1847 im Alter von 36 Jahren. Die artnet-Webseite gibt als Todesjahr 1892 an.